# Pau Morales i Romero
Pau Morales i Romero (Vilassar de Dalt, 4 de juliol de 1994) és Secretari Nacional d’Organització d’Esquerra Republicana des del novembre de 2022. Durant la XIV legislatura ha estat diputat al Parlament de Catalunya escollit a les eleccions catalanes del 14 de febrer, sent el cap de llista del Jovent Republicà i anant integrat a la llista d'Esquerra Republicana de Catalunya. Va ser portaveu del Jovent Republicà durant quatre anys, entre el 2016 i 2020, està graduat en Història a la Universitat de Barcelona i ha exercit com a regidor a Vilassar de Dalt.
Va començar a militar a les JERC als 16 anys. Seguidament, assolits els 18 anys, comença a militar a Esquerra Republicana i el mateix any n'esdevé president de la secció Local de Vilassar. Arran de les eleccions municipals del 24 de maig del 2015, és elegit regidor per Ara Vilassar (candidatura propera a ERC-AM) i va entrar com a tinent d'alcalde de Comunicació, Comunitat i Espai Públic. També va ser designat Conseller Comarcal del Maresme per ERC entre el 2015 i el 2017.
El 27 de novembre de 2016 és escollit nou portaveu nacional de les Joventuts d'Esquerra Republicana de Catalunya en el seu XXVI Congrés Nacional celebrat a Benicarló. Va ser reescollit al XVIII Congrés Nacional celebrat a Vic, exercint el càrrec fins al 28 de novembre de 2020, al XXIX Congrés Nacional celebrat de forma telemàtica a causa de la pandèmia de la COVID-19. La militància del Jovent Republicà, mesos més tard, el va elegir cap de llista de l'organització i arran de les Eleccions al Parlament de Catalunya de 2021 va ser escollit diputat al Parlament de Catalunya per la circumscripció de Barcelona.
Des del punt de vista associatiu, va ser cap de l'Agrupament Escolta Serra de Marina, d'Escoltes Catalans i és membre d’Amescoltes i president de l'Associació Nacional Parlamentària Escolta de Catalunya. Ha participat de diverses associacions i entitats a nivel local. Ha participat del moviment estudiantil durant la seva etapa a l'Institut Jaume Almera. També és soci de la Fundació Reeixida, l'ANC, OC, Plataforma per la Llengua, el Sindicat de Llogateres, la Intersindical i l'Ateneu Barcelonès.